# Cedar Rapids (Wisconsin)
Cedar Rapids è un comune degli Stati Uniti, situato in Wisconsin, nella Contea di Rusk.